# Pavel Sitnikov
Pavel Vladimirovitsj Sitnikov (Russisch: Павел Владимирович Ситников) (Omsk, 5 augustus 1998) is een Russisch shorttracker. 

## Biografie
Sitnikov deed voor de Olympische Atleten uit Rusland mee aan de Olympische Winterspelen van 2018. In 2019 won hij brons op het EK op de relay met Semjon Jelistratov, Denis Ajrapetjan en Alexander Sjoelginov en individueel op de 500 meter. Een jaar later werd Sitnikov met de Russische aflossingsploeg Europees kampioen na een diskwalificatie van Hongarije. Dit keer met Daniil Ejbog in de ploeg in plaats van Sjoelginov. In 2021 werd met op het onderdeel aflossing, met Konstantin Ivliejev in plaats van Ajrapetjan, brons gepakt.
Tijdens de Olympische Winterspelen 2022 in Peking werd Sitnikov zevende over 500 meter (behaald vanuit de B-finale) en vierde met de mannenaflossingsploeg.